# Маркиона (Фођа)
Маркиона (итал. Marchionna) је насеље у Италији у округу Фођа, региону Апулија.
Према процени из 2011. у насељу је живело 37 становника. Насеље се налази на надморској висини од 73 м.